# Laurence Steinhardt

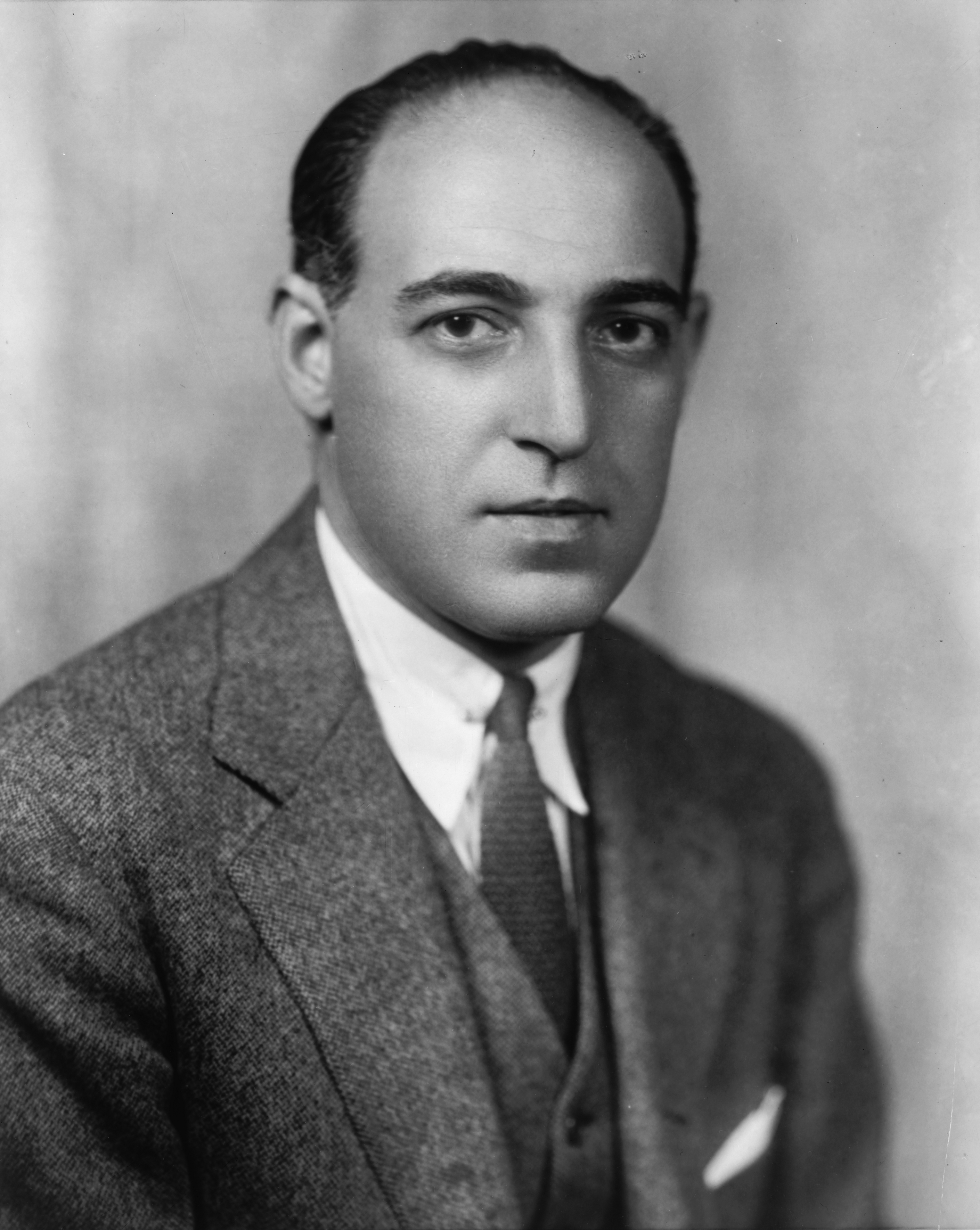
Laurence Steinhardt

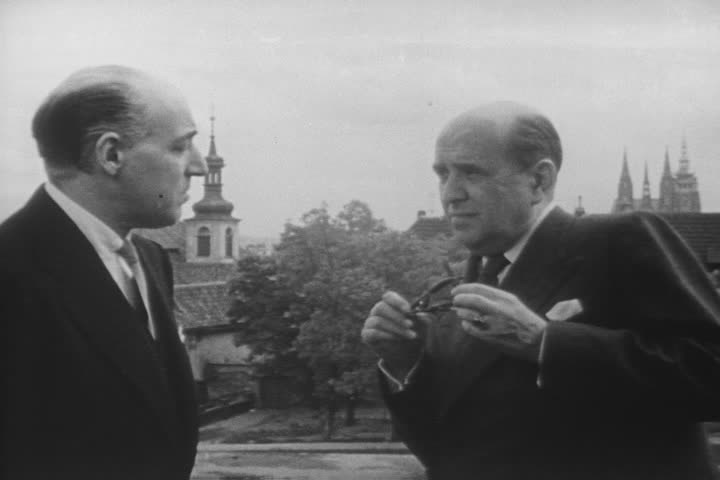
Laurence Steinhardt i Jan Masaryk 1947

Laurence Steinhardt (ur. 6 października 1892 w Nowym Jorku, zm. 28 marca 1950 w okolicach Ramsayville w prowincji Ontario) – dyplomata amerykański.
W latach 1933–1937 ambasador USA w Szwecji, w latach 1937–1939 ambasador w Peru, od 11 sierpnia 1939 do 14 listopada 1941 ambasador w ZSRR, w latach 1942–1945 w Turcji, od 20 lipca 1945 do 15 września 1948 w Czechosłowacji (w okresie poprzedzającym i w czasie komunistycznego zamachu stanu w lutym 1948) i w latach 1948–1950 w Kanadzie, gdzie zginął w wypadku lotniczym. 
Jego poprzednikiem na stanowisku ambasadora USA w ZSRR był Joseph Davies.
W trakcie kampanii wyborczej w 1932 wpierał Franklina D. Roosevelta, z którym się przyjaźnił.
Pochowany na cmentarzu Arlington.